# Чиннават, Пхэтхонгтхан

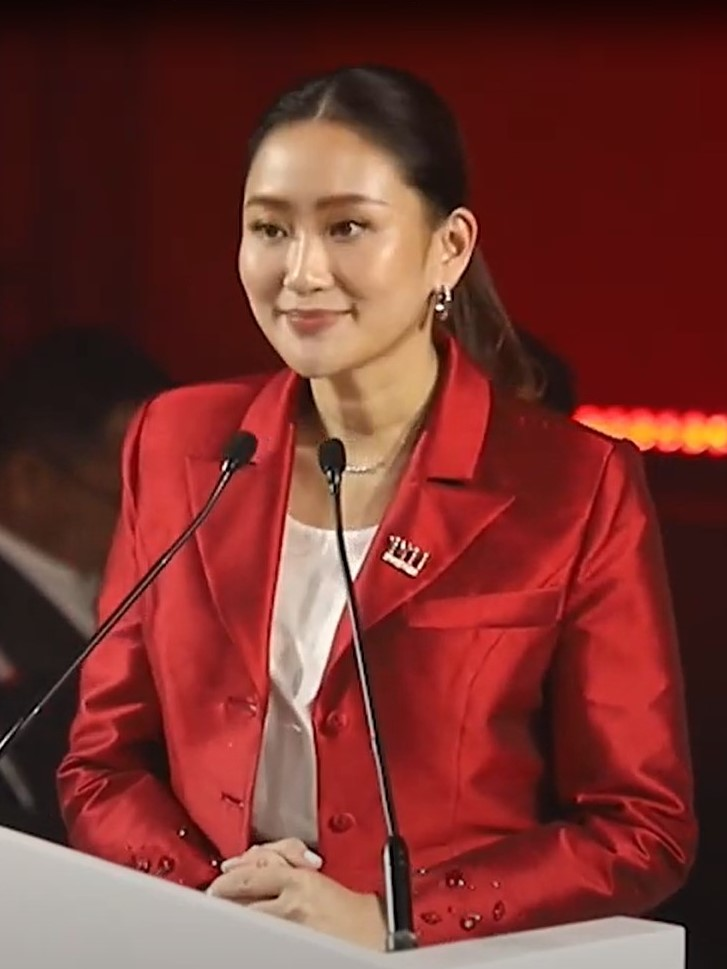
Пхэтхонгтхан Чинават после избрания лидером партии

Пхэтхонгтхан Чиннават (тайск. แพทองธาร ชินวัตร; также известная как Унг Инг (тайск. อุ๊งอิ๊ง); род. 21 августа 1986) — таиландский политик и государственный деятель, премьер-министр Таиланда с 16 августа 2024 года по 1 июля 2025 года. Председатель партии «Пхыа Тхаи» с 2023 года. Дочь бывшего премьер-министра Таиланда Таксина Чинавата.

## Биография

### Ранние годы
Пхэтхонгтхан Чинават окончила среднюю школу монастыря Святого Иосифа и школу Матер Деи. В дальнейшем получила степень бакалавра социологии и антропологии на факультете политических наук университета Чулалонгкорна в 2008 году, а затем продолжила обучение в Англии по специальности «Международный гостиничный менеджмент» в университете Суррея.

### Бизнес
Её состояние превышает 4,3 миллиарда батов, поскольку она является крупнейшим акционером тайской девелоперской компании SC Asset Corporation.

### Политическая карьера
В октябре 2021 года назначена на должность председателя Консультативного комитета по участию и инновациям политической партии «Пхыа Тхаи».
20 марта 2022 года на партийном собрании она была представлена публике как «глава семейства „Пхыа Тхаи“».
Пхэтхонгтхан стала ведущей кандидаткой в премьер-министры в 2023 году в соответствии с опросами общественного мнения, уступив первое место ближе к выборам только Пите Лимджароенрату из «Движения вперёд», партии, также состоящей в продемократическом оппозиционном лагере. В апреле 2023 года она была официально выдвинута в качестве одного из трёх кандидатов в премьер-министры от партии «Пхыа Тхаи». От партии также были выдвинуты бизнесмен Сеттха Тхависин и главный стратег «Пхыа Тхаи» Чайкасем Нитисири.
27 октября 2023 года на общем партийном собрании «Пхыа Тхаи», состоявшемся в головном офисе, Пхэтхонгтхан Чинават была избрана новым лидером, получив 289 голосов при одном воздержавшемся.

### Премьер-министр
После отстранения Тхависина от должности премьер-министра Конституционным судом Таиланда 14 августа 2024 года, руководство коалиционных партий собралось в резиденции теневого руководителя «Пхыа Тхаи» Таксина Чиннавата, где было решено выдвинуть Чайкасема Нитисири в премьер-министры. Однако уже 15 августа из-за противодействия его выдвижению со стороны части депутатов от «Пхыа Тхаи» и коалиционных партий, по причине поддержки Чайкасемом Нитисири внесения смягчающих поправок в закон об оскорблении его величества, была предложена кандидатура Пхэтхонгтхан Чинават. 16 августа парламент одобрил её кандидатуру 319 голосами «за». 145 депутатов проголосовали против её кандидатуры, 27 воздержались. 18 августа Чинават получила королевское одобрение. Это сделало её самым молодым премьер-министром в истории Таиланда, второй женщиной на этом посту (после её тёти, Йинглак Чиннават) и третьим членом династии Чинават в этой должности.

#### Пограничное столкновение с Камбоджей
После пограничного столкновения в Чонг-Боке, которое привело к гибели камбоджийского солдата, Пхэтхонгтхан немедленно поручила Министерству иностранных дел снизить напряжённость по официальным каналам, при этом твёрдо подтвердив территориальные претензии Таиланда. Она заверила общественность, что её правительство поддерживало постоянные консультации с вооружёнными силами после пограничного инцидента. Она подчеркнула приверженность Таиланда миру, одновременно подтвердив готовность страны защищать своих граждан. В публичном заявлении она сказала: «Таиланд — мирная страна, но мы полностью готовы защищать своих людей. Хотя мы отдаём приоритет мирным решениям, наши военные готовы на случай возникновения столкновений». В своей парламентской речи она заявила: «Мы не отдадим ни одного квадратного дюйма земли, но мы также не пойдём на войну из-за недоразумений».
Она также посетила напряжённую приграничную зону, где заявила о своей поддержке военных, но публично настаивала на мирном урегулировании. За кулисами Пхэтхонгтхан Чиннават занималась личной, неформальной дипломатией, используя давние отношения между её семьёй и бывшим премьер-министром Камбоджи Хун Сеном, занявшим пост председателя Сената Камбоджи. Её целью было использовать эту личную связь, чтобы разрядить ситуацию. В результате это привело к частному телефонному разговору между двумя политиками 15 июня 2025 года.

#### Утечка телефонного разговора
18 июня 2025 года в сеть просочилась 9-минутная запись разговора между Пхэтхонгтхан и Хун Сеном. Последний признал, что записал разговор 15 июня и распространил запись среди примерно 80 камбоджийских чиновников. Позже в тот день Хун Сен опубликовал на Facebook весь 17-минутный разговор «во избежание недоразумений или искажений». В тот же день Пхэтхонгтхан признала, что просочившийся разговор является подлинным.
Запись разговора показала, что Пхэтхонгтхан обращается к Хун Сену как к «дяде», а себя называет его «племянницей». В разговоре она призвала его игнорировать «наших противников», ссылаясь на «командующего Вторым армейским округом» тайского генерала Бунсина Падкланга как на «противника», который «хотел выглядеть умным» и «говорил то, что не было выгодно нации». Пхэтхонгтхан прокомментировала, что она публично не отреагировала на враждебные посты Хун Сена в Facebook относительно границы, потому что она «любит и уважает» Хун Сена. Она также сказала, что если Хун Сен «чего-то хочет, он может просто сказать мне, и я об этом позабочусь».
Её комментарии были широко восприняты тайской общественностью и политическими оппонентами как слабые, неопытные и подрывающие национальное достоинство и моральный дух Вооружённых Сил. Впоследствии министры от партии «Бумяжтай», второй по величине в правящей коалиции, подали в отставку, что привело к выходу партии из коалиционного правительства. Этот эпизод вызвал протесты и призывы к её отставке.
После утечки Пхэтхонгтхан Чиннават отреагировала быстро, но не смогла полностью сдержать политические последствия. На пресс-конференции 18 июня она подтвердила подлинность записи и защитила свои замечания как часть «неофициального подхода в частной беседе» и «стратегии переговоров», направленной на разрядку напряжённости с Хун Сеном, который, как сообщается, был возмущён комментариями высокопоставленного тайского военного офицера. Пхэтхонгтхан обвинила Хун Сена в нарушении дипломатического доверия и дала понять, что утечка была организована для повышения его внутренней популярности. Она объявила, что воздержится от будущих частных обсуждений из-за «проблем с доверием».
Пхэтхонгтхан отрицала какие-либо разногласия с тайскими военными, заявив, что её замечания были неправильно истолкованы и она связалась с командиром, о котором шла речь в телефонном разговоре, чтобы прояснить контекст. В ответ партия «Бумяжтай» опубликовала заявление, осуждающее её поведение как наносящее ущерб репутации страны, утверждая, что оно привело к тому, что «страна, народ и армия потеряли достоинство». Выход партии из правящей коалиции оставил правительство во главе с «Пхыа Тхаи» с незначительным парламентским большинством, поставив его стабильность под угрозу.
1 июля 2025 года Конституционный суд временно отстранил Пхэтхонгтхан Чиннават от должности премьер-министра в рамках этического расследования телефонного звонка.

## Личная жизнь
Пхэтхонгтхан является младшей дочерью Таксина Чинавата, бывшего премьер-министра и лидера «Пхыа Тхаи». У неё есть старший брат Пантхонгтэ Чинават и сестра Пинтонгта Чинават.
В 2019 году она вышла замуж за Питаку Суксавата, бизнесмена и бывшего пилота Королевских ВВС Таиланда. В 2021 году у супругов родилась дочь. 9 ноября 2022 года Чинават заявила, что ждёт второго ребёнка. Мальчик, которого назвали Пруттхасином Суксавасом, родился 1 мая 2023 года.